# Ducado de Sandomierz
El ducado de Sandomierz (en polaco: Księstwo Sandomierski; en latín: Ducatus Sandomirensis) fue un antiguo ducado de la Polonia medieval, creado a principios del siglo XII por escisión de la provincia señorial durante el período de la fragmentación de Polonia. Sandomierz era su sede.

## Geografía
El ducado se encontraba al sureste del entonces Reino de Polonia, entre los ríos Pilica, Vístula, San y Dunajec.  A finales de la Edad Media se convierte en una parte de la histórica provincia de la Pequeña Polonia, adyacente al ducado de Cracovia.  A principios del siglo XIV, el ducado se transformó en la Silesia de Sandomierz. Sus principales centros urbanos eran las ciudades históricas de Sandomierz, Wiślica Lublin, Radom, Chęciny, Pilzno, Łuków  y Stężyca.

## Historia
Boleslas III el bocatorcida murió el 28 de octubre de 1138. Su testamento, escrito unos años antes e inspirado en las costumbres de la Rus' de Kiev, marcó el inicio de la desmembración territorial de Polonia. Partió su Estado entre sus cuatro hijos, que recibieron cada uno un ducado hereditario: Vladislao recibió la Silesia; Boleslao, la Mazovia  y la Cuyavia; Miecislao III, la Gran Polonia; y Enrique, el ducado de Sandomierz.
Enrique era demasiado joven para gobernar, así que su hermano Vladislao administró temporalmente el nuevo ducado. En 1146, Vladislao fue expulsado por sus hermanos y forzado a exiliarse. Enrique tomó entonces posesión de su ducado. Emprendió con sus dos hermanos Boleslao IV el Rizado y Miecislao III el Viejo, campañas militares de cristianización de los pueblos vecinos de Polonia. Fue durante una de estas campañas (dirigida por Boleslao IV) contra los prusianos cuando fue muerto el 18 de octubre de 1166. Al no tener descendencia, su hermano menor, Casimiro, que hasta entonces había sido excluido de la herencia de Boleslao III, recibió una parte de su provincia en torno a Wislica, mientras que Sandomierz pasó a depender de Boleslao IV.
En 1173, Casimiro II el Justo reunió toda la provincia bajo su autoridad. Cuando murió en 1194, sus dos hijos Lech I el Blanco y Conrado I de Mazovia heredaron todos los territorios de Casimiro, que compartieron hasta alrededor de 1200. Conrado recibió Mazovia y Cuyavia, mientras que Lech obtuvo Sandomierz.
En el siglo XIII, las hordas mongolas atacaron en varias ocasiones el ducado. Sandomierz fue saqueada en 1241 y en 1260. A finales de la década de 1280, Vladislao I el Breve tomó el control de Sandomierz, pero en 1292, se vio obligado a abandonar la provincia a Wenceslao II de Bohemia. En 1304 Vladislao tomó su venganza y se apoderó de Wislica. Tras la muerte de Wenceslao, en 1305, se adueñó del resto de la provincia, que integró en su reino polaco. El ducado de Sandomierz pasó a ser el voivodato de Sandomierz.

## Duques de Sandomierz
- Enrique de Sandomierz (1146-1166)
- Boleslao IV el Rizado (1166-1173)
- Casimiro II el Justo (1173-1194)
- Lech I el Blanco (1194-1227)
- Conrado I de Mazovia (1194-1200)
- Regencia de Helena de Znojmo (1194-1200)
- Boleslao V el Casto (1227-1279)
- Boleslao I de Mazovia (1229-1232)
- Leszek II el Negro (1279-1288)
- Boleslao II de Mazovia (1288-1289)
- Conrado II de Czersk (1289)
- Vladislao I el Breve (1289-1292)
- Wenceslao II de Bohemia (1292-1304)
- Vladislao I el Breve (1304-1320) (hasta 1333, ya como rey de Polonia)